# D.G.T. (Off and On)
"D.G.T. (Off and On)" é uma canção do cantor romeno Theodor Andrei, lançada a 16 de dezembro de 2022. A música representou a Roménia no Festival Eurovisão da Canção de 2023.

## Composição
Andrei descreve «D.G.T. (Off and On)» como «uma história de amor onde a razão está em conflito com o instinto, onde a paixão e a segurança duelam». A canção fala sobre os lados bons e maus de se apaixonar, incluindo paixão, sexo, maturidade, mentiras e outras ideias intimamente relacionadas com o amor. Andrei terá escrito o instrumental “por tédio” e, com a ajuda do amigo Luca De Mezzo, escreveria depois o pré-refrão da canção. Andrei demorou cerca de uma semana a completar o instrumental e os primeiros versos da canção. Jon O'Brien do portal Vulture observou que a música «é um rock vulgar com ênfase na vulgaridade».

## Festival Eurovisão da Canção
A Roménia foi apurada para a 2.ª semi-final, que se realizou a 11 de maio de 2023, estando prevista a sua participação na primeira parte do espetáculo. A Roménia não se qualificou para a final, tendo obtido zero pontos como resultado final.